# Satanas
Satanas é um gênero de moscas da família Asilidae. Existem cerca de dez espécies descritas em Satanas.

## Espécies
Estas dez espécies pertencem ao gênero Satanas:
- Satanas agha (Engel, 1934) c g
- Satanas chan (Engel, 1934) c g
- Satanas fuscanipennis (Macquart, 1855) c
- Satanas gigas (Eversmann, 1855) c
- Satanas minor (Portschinsky, 1887) c g
- Satanas nigra (Shi, Y, 1990) c g
- Satanas niveus (Macquart, 1838) c g
- Satanas shah (Rondani, 1873) c g
- Satanas testaceicornis (Macquart, 1855) c g
- Satanas velox (Lehr, 1963) c g

Fontes de dados: i = ITIS, c = Catálogo da Vida, g = GBIF, b = Bugguide.net